# 崔素拉
崔素拉（韓語：최소라；1992年9月5日—），韩国时装模特，出生于富川市，毕业于同德女子大學。

## 生涯
2012年，她在选秀节目《下一个韩国超模》第三轮比赛中胜出。
2014年5月，在摩纳哥举行的路易威登早春度假系列秀是她的海外首秀。同年秋季，在2015春夏季的时装周上，她参加了亚历山大·王、芬迪、范思哲等走秀，并成为卡爾文·克雷恩主线秀的首位亚洲模特。此后，从2016年到2018年，她作为独家模特出现在巴黎的路易威登系列秀场。此外，她还参与了普拉达、古馳、缪缪、香奈儿、圣罗兰、爱马仕、亞歷山大·麥昆、纪梵希、朗萬、赛琳、莫斯基諾、华伦天奴、迪奥、普罗恩扎·施勒、罗威、michael kors、帕科·拉班等品牌的秀。2019年，她共参加了89场秀，成为当年全球走秀次数最多的模特。
她也曾拍攝亚历山大·麦昆、圣罗兰、路易威登、杜嘉班纳、马克·雅可布、蔻驰、普拉达、宝缇嘉、汤姆·福特、巴宝莉、NARS、迪奥、菲拉格慕、HUGO BOSS等60多个品牌的广告。
从2017年至2020年，她连续入选Models.com的全球女性模特Top 50榜单。此外，从2020年起，她还被读者评选为“年度模特”。